# 馬特·威克斯

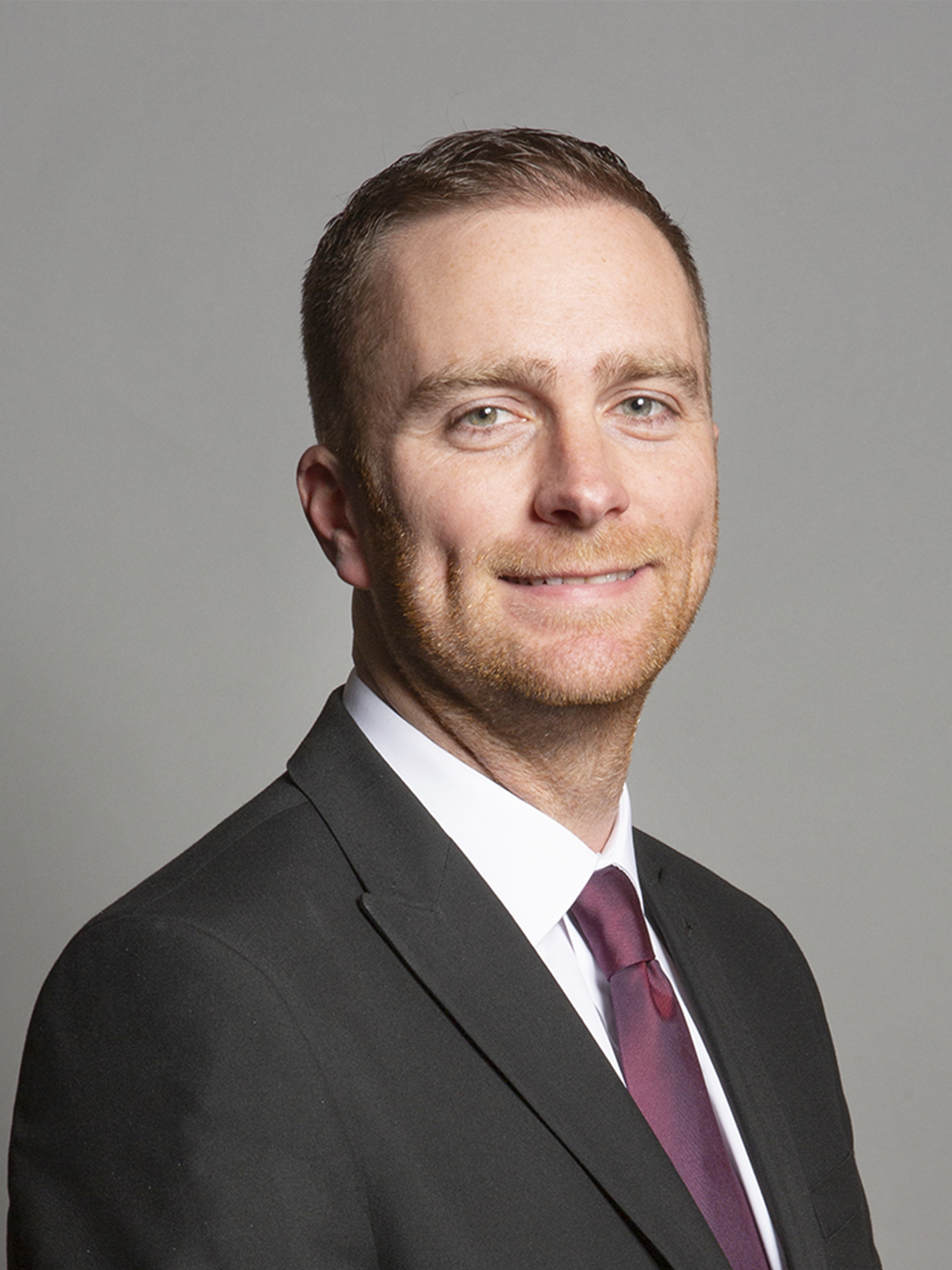

馬特·威克斯（英語：Matthew Alexander Vickers，1983年9月24日—）是英國的一位政治家，所屬政黨是保守黨。他在2019年英國大選中當選南斯托克頓的議員。